# Perbrinckiella tzitzikama
Perbrinckiella tzitzikama är en mångfotingart som beskrevs av Christoph D. Schubart 1956. Perbrinckiella tzitzikama ingår i släktet Perbrinckiella och familjen Dalodesmidae. Inga underarter finns listade i Catalogue of Life.